# Pachylobus
Pachylobus is een geslacht van bedektzadigen uit de familie Burseraceae. De soorten uit het geslacht komen voor in tropisch Afrika, van in Nigeria tot in Zambia.

## Soorten
- Pachylobus bampsianus (Pierlot) Byng & Christenh.
- Pachylobus buettneri (Engl.) Guillaumin
- Pachylobus camerunensis (Onana) Byng & Christenh.
- Pachylobus ebatom (Aubrév. & Pellegr.) Byng & Christenh.
- Pachylobus edulis G.Don
- Pachylobus heterotrichus Pellegr.
- Pachylobus igaganga (Aubrév. & Pellegr.) Byng & Christenh.
- Pachylobus klaineanus (Pierre) Guillaumin
- Pachylobus ledermannii Engl.
- Pachylobus letestui Pellegr.
- Pachylobus macrophyllus (Oliv.) Engl.
- Pachylobus normandii (Aubrév. & Pellegr.) Byng & Christenh.
- Pachylobus osika Guillaumin
- Pachylobus pubescens Vermoesen
- Pachylobus tessmannii Engl.
- Pachylobus trapnellii (Onana) Byng & Christenh.
- Pachylobus villiersianas (Onana) Byng & Christenh.

Aucoumea · 
Beiselia · 
Boswellia · 
Bursera · 
Canarium · 
Commiphora · 
Crepidospermum · 
Dacryodes · 
Garuga · 
Haplolobus · 
Pachylobus · 
Protium · 
Santiria · 
Scutinanthe · 
Tetragastris · 
Trattinnickia · 
Triomma